# قسمت بالایی
قسمت بالایی (انگلیسی: The Upside) فیلمی در ژانر کمدی-درام به کارگردانی نیل برگر است که در سال ۲۰۱۹ منتشر شد. قسمت بالایی بازسازی فیلم فرانسوی دست‌نیافتنی‌ها است. از بازیگران آن می‌توان به کوین هارت، برایان کرانستون، نیکول کیدمن و گلشیفته فراهانی اشاره کرد. این فیلم که بودجهٔ ۳۹ میلیون دلاری به تولید رسیده در سال ۲۰۱۷ در جشنوارهٔ تورنتو به نمایش درآمد، اما به سبب برچسب «واینستین» بر روی آن و رسوایی هاروی واینستین که یک ماه پس از نمایش فیلم در تورنتو فاش شد، دست به دست می‌گشت و خریداری نداشت. در نهایت امتیاز فیلم توسط اس‌تی‌اکس انترتینمنت و لنترن انترتینمنت خریداری شد ودر سال ۲۰۱۹ به نمایش درآمد و به فروش ۱۲۵٫۹ میلیون دلار دست یافت.
این فیلم بازسازی فیلم فرانسوی دست‌نیافتنی‌ها است.